# 角蟾科
角蟾科（学名：Megophryidae）是两栖纲无尾目的一科，分布于东南亚地区，包括喜玛拉雅山以东，南至印度尼西亚、大巽他群岛及菲律宾等地。到2008年为止，该科下包括了12个属、共70至100个物种。
角蟾以伪装而知名，特别是栖息于森林中的角蟾看上去与枯叶类似。它们的伪装都相当精细，其中一些的皮肤能够折叠成叶脉状，而一种三角枯叶蛙还有能延伸至眼睛与鼻部的尖锐投影，使其蛙形得以隐藏。
角蟾体长在2厘米至12.5厘米之间，成年角蟾的舌头呈桨形。它们的蝌蚪生活在水中，特别是池塘与溪流中。这些蝌蚪的形态因栖息地的不同而各异。

## 分类
截止2023年3月，根据 Amphibian Species of the World 中的记录，本科包含以下2个亚科14个属：
- 拟髭蟾亚科 Leptobrachiinae
  - 掌突蟾属（Leptobrachella）
  - 拟髭蟾属（Leptobrachium）
  - 齿蟾属（Oreolalax）
  - 齿突蟾属（Scutiger）
- 角蟾亚科 Megophryinae
  - 无耳蟾属（Atympanophrys）
  - 布角蟾属 (Boulenophrys)
  - 短腿蟾属（Brachytarsophrys）
  - 半岛角蟾属（Grillitschia）
  - 靖角蟾属（Jingophrys）
  - 角蟾属（Megophrys）
  - 拟角蟾属（Ophryophryne）
  - 地角蟾属(Pelobatrachus)
  - 砂角蟾属(Sarawakiphrys)
  - 异角蟾属（Xenophrys）